# Una temporada en l'infern (poesia)
Una temporada en l'infern (Une saison en enfer, en francés) és un llarg poema en prosa escrit al voltant de 1873 pel poeta francés Arthur Rimbaud. És l'única obra publicada per ell personalment i fins i tot, donada la seua escassa difusió i el seu posterior abandó de la literatura, es pensa que l'escrigué per a ell mateix. Va recórrer a un impressor anglés perquè li'n publicara cent còpies, de les quals va repartir unes sis entre alguns amics (entre els quals, Verlaine) i la resta les deixà al soterrani de l'editorial. La resta de l'edició es trobà a la primeria del s. XX per un crític francés.
És una obra fonamental de la literatura, rescatada i valorada amb posterioritat. S'hi poden apreciar com hipotexts La Divina Comèdia de Dant, la Bíblia o Faust de Goethe.

## Rerefons
D'acord amb algunes fonts, la primera estada de Rimbaud a Londres, des de finals de 1872 fins a principis de 1873, el convertí d'un inhalador d'haixix a un assidu fumador d'opi. Segons el biògraf Graham Robb, aquesta és la raó per la qual aquest poema és tan difícil de comprendre. Hi ha un marcat contrast entre el nivell al·lucinogen del segon capítol del poema, Mala sang, i qualsevol altre poema de Rimbaud, fins i tot en els que estava totalment dominat per l'haixix. El tercer capítol, Nit de l'infern, mostra un gran refinament en la sensibilitat. Les dues seccions del capítol quart apliquen aquest refinament per narrar les seues confessions personals i professionals. En acabant (amb 19 anys), Rimbaud comença a pensar en el seu futur; el capítol introductori seria el resultat d'aquesta fase.
No és una obra de caràcter automàtic o espontani, com ho proven els manuscrits i cartes en què l'autor afirma la dificultat d'aquest projecte. El poema comença a ser gestat cap a mitjan 1872, segons testimonia una carta de Rimbaud en què assenyala estar treballant des de Charleville ("Charlestown" en la carta) en un "llibre negre o llibre pagà" al seu amic Ernest Delahaye. El continuà en els viatges que feu amb Paul Verlaine al 1873. Una vegada sofert el drama de Brussel·les (juny 1873), l'autor torna a la granja familiar de Roche a Charleville (Ardenes) a acabar definitivament l'obra tal com hui es coneix. Està datada pel mateix Rimbaud entre "abril-agost de 1873".

## Format i seccions de l'obra
El poema es divideix en 8 parts, una de les quals se subdivideix en dues més (Deliris I i II). Cadascuna se'n diferencia marcadament de les altres per aspectes com el to o la comprensió narrativa; es pot percebre, però, una continuïtat argumental donada per un "jo" poètic que presenta les seues experiències.
- Introducció — secció preliminar, sense títol. Hi exposa la condemna del narrador i introdueix la història com «unes pàgines del meu diari de condemnat». La majoria dels crítics pensa que en fou escrit a posteriori, una vegada acabat el poema. D'ací que l'al·lusió al "últim "cuac"" al·ludiria al drama de Brussel·les quan Verlaine dispara a Rimbaud.
- Mala sang — parla de les arrels gal·les del narrador i de la seua influència en la seua moralitat i el seu estat d'ànim. Aquest capítol és la porta als tres fracassos de Rimbaud, que seran descrits tot seguit.
- Nit de l'infern — descriu el moment de la mort del narrador i la seua entrada en l'infern.
- Deliris I: La Verge nècia - L'Espòs infernal" - aquesta secció presenta un diàleg entre dos personatges: la Verge nècia ("follé" en francés pot ser 'nècia' o 'boja'), personatge que al·ludeix a la paràbola bíblica de les verges nècies que perden el banquet al costat del Senyor; i l'Espòs Infernal, creació original del jove poeta que es pot relacionar amb aquell "jo" present en la resta de seccions. Hui s'afirma que tots dos personatges corresponen a Verlaine i Rimbaud, respectivament. Així, el passatge en qüestió pot considerar-se com a testimoniatge de la vida de parella entre aquests dos grans artistes entre 1872 i 1873.
- Deliris II: Alquímia del verb — ací el narrador ens explica les seues antigues teories estètiques i les mostra com a falses esperances i somnis trencats. És l'única secció que intercala la prosa poètica amb el vers (una sèrie de poemes elaborats en la seua majoria prèviament, això és, en la primavera de 1872).
- L'impossible — aquesta secció és molt poc explicativa; però mitjançant la narració d'un fallit intent d'escapar de l'infern, el narrador ens mostra el fracàs de les seues teories filosòfiques i religioses, com ja havia fet en la secció anterior amb les seues teories estètiques.
- El llampec — aquesta curta secció és també una mica confusa i té un to molt fatalista i resignat. El llampec apareix com l'única llum que il·lumina l'infern on és el narrador.
- Demà — ací es relata l'eixida del narrador de l'infern, en què el poeta conclou la seua estada i es mostra per fi una llum al final del túnel.
- Adeu — aquesta secció al·ludeix a un canvi d'estació de tardor a primavera. Sembla que el "jo" de l'obra assisteix al triomf d'una certa materialitat, de la rutina i la vida quotidiana. El narrador sembla haver-se fet més segur i fort després del seu viatge a l'infern.